# Gastone Snidersich
Gastone Snidersich (3 giugno 1911 – ...) è stato un calciatore italiano, di ruolo centrocampista.

## Carriera
Dal 1930 al 1933 gioca in Serie B nel Monfalcone, con cui colleziona 23 presenze e 3 reti nella serie cadetta; gioca nella formazione friulana anche nelle due successive stagioni in Prima Divisione e nella stagione 1938-1939 in Serie C. Nella stagione 1941-1942 fa parte della rosa dello Spezia, formazione di Serie B, con cui non gioca nessuna partita di campionato.
A partire dal 1944 veste la maglia della Scafatese, con cui nella stagione 1945-1946 conquista una promozione in Serie B; nella stagione 1946-1947 gioca 32 partite senza mai segnare in seconda serie con la squadra campana, con la quale nella stagione successiva gioca altre 26 partite di Serie B. Nella stagione 1948-1949 gioca in Serie C con l'Avellino, mentre nella stagione successiva milita nella medesima categoria con l'Igea Virtus. Nella stagione 1950-1951 segna 2 reti in 23 presenze in Promozione con la maglia della Nocerina.